# 92 Brygada Grenadierów
92 Brygada Grenadierów, niem. Grenadier-Brigade 92 – jedna z niemieckich brygad grenadierów. Utworzona w czerwcu 1944 roku z 94 Pułku Grenadierów na południowym odcinku frontu wschodniego. W styczniu 1945 roku przemianowana w 92 Brygadę Pancerną.